# Miyanishin
Miyanishin är ett distrikt i Afghanistan. Det ligger i provinsen Kandahar, i den centrala delen av landet, 400 km sydväst om huvudstaden Kabul.
Distriktet beräknades år 2022 ha cirka 18 000 invånare.